# Bruinkeelortolaan
De bruinkeelortolaan (Emberiza caesia) is een lid van de gorzenfamilie. De vogel broedt in de Levant en Zuidoost-Europa en is dwaalgast in West-Europa.

## Kenmerken
De bruinkeelortolaan meet van het puntje van de snavel tot het uiteinde van de staart 16 centimeter. De soort lijkt erg op de hier inheemse ortolaan, maar heeft een rossigbruine in plaats van gele keel. De kop, hals en borst hebben een blauwgrijze kleur. De bovenzijde is grauwbruin en donker gestreept, terwijl de onderzijde rossig bruin is. De stuit is egaal rossig gekleurd.
De roep klinkt als tsip; de zang bestaat uit 3 of 4 keer pioe met de klemtoon op de laatste in de reeks.

## Voortplanting
Het nest wordt op de grond gebouwd, vaak aan de voet van een struik en bestaat uit een kommetje van takjes, gevoerd met fijn materiaal zoals haar. Het legsel bestaat uit 4 of 6 vuilwitte of grijsblauwe donkerder gevlekte eitjes die 19 millimeter groot zijn. Er worden per jaar twee broedsels grootgebracht.

## Verspreiding en leefgebied
De soort broedt in Zuidoost-Europa en een deel van Azië. Hij komt voor op de Griekse eilanden en West Turkije in het westen tot in Syrië in het oosten. Daarnaast is er een geïsoleerde populatie in Marokko. De bruinkeelortolaan broedt in het open landschap op de grens van de woestijn en op rotsachtige flanken van heuvels met spaarzaam struikgewas. Ze overwinteren in het Middellandse Zeegebied, Noord-Afrika en het Arabisch Schiereiland.
De vogel is dwaalgast in de Lage Landen. Tot 2009 zijn er twee bevestigde waarnemingen in Nederland.

## Status
De grootte van de populatie wordt geschat op 447.000 - 920.000 individuen en is waarschijnlijk stabiel. Daarom staat de bruinkeelortolaan als niet bedreigd op de Rode Lijst van de IUCN.
Emberiza affinis · Emberiza aureola · Emberiza bruniceps · Emberiza buchanani · Emberiza cabanisi · Emberiza caesia · Emberiza capensis · Emberiza chrysophrys · Emberiza cia · Emberiza cineracea · Emberiza cioides · Emberiza cirlus · Emberiza citrinella · Emberiza elegans · Emberiza flaviventris · Emberiza fucata · Emberiza godlewskii · Emberiza hortulana · Emberiza impetuani · Emberiza jankowskii · Emberiza koslowi · Emberiza lathami · Emberiza leucocephalos · Emberiza melanocephala · Emberiza pallasi · Emberiza poliopleura · Emberiza pusilla · Emberiza rustica · Emberiza rutila · Emberiza sahari · Emberiza schoeniclus · Emberiza siemsseni · Emberiza socotrana · Emberiza spodocephala · Emberiza stewarti · Emberiza striolata · Emberiza sulphurata · Emberiza tahapisi · Emberiza townsendi · Emberiza tristrami · Emberiza variabilis · Emberiza vincenti · Emberiza yessoensis